# Sandra Sassine
Sandra Sassine (Montréal, 28 settembre 1979) è una schermitrice canadese.

## Palmarès
In carriera ha conseguito i seguenti risultati:
- Giochi Panamericani:

Rio de Janeiro 2007: argento nel fioretto a squadre e bronzo nella sciabola individuale ed a squadre.
Guadalajara 2011: argento nel fioretto a squadre e argento nella spada a squadre.
- Campionati Panamericani:

2007: bronzo nella sciabola individuale.